# Monlaur-Bernet
Monlaur-Bernet är en kommun i departementet Gers i regionen Occitanien i sydvästra Frankrike. Kommunen ligger i kantonen Masseube som tillhör arrondissementet Mirande. År 2022 hade Monlaur-Bernet 162 invånare.

## Befolkningsutveckling
Antalet invånare i kommunen Monlaur-Bernet
Referens:INSEE